# West Baden Springs Hotel
Das West Baden Springs Hotel ist ein Hotel in Kuppelbauweise und Teil des French Lick Resort in West Baden Springs im Orange County, Indiana. Es hatte für einige Jahrzehnte die größte Kuppel auf dem amerikanischen Doppelkontinent und trägt als Baudenkmal den Status einer National Historic Landmark und ist Mitglied der Historic Hotels of America.

## Geschichte

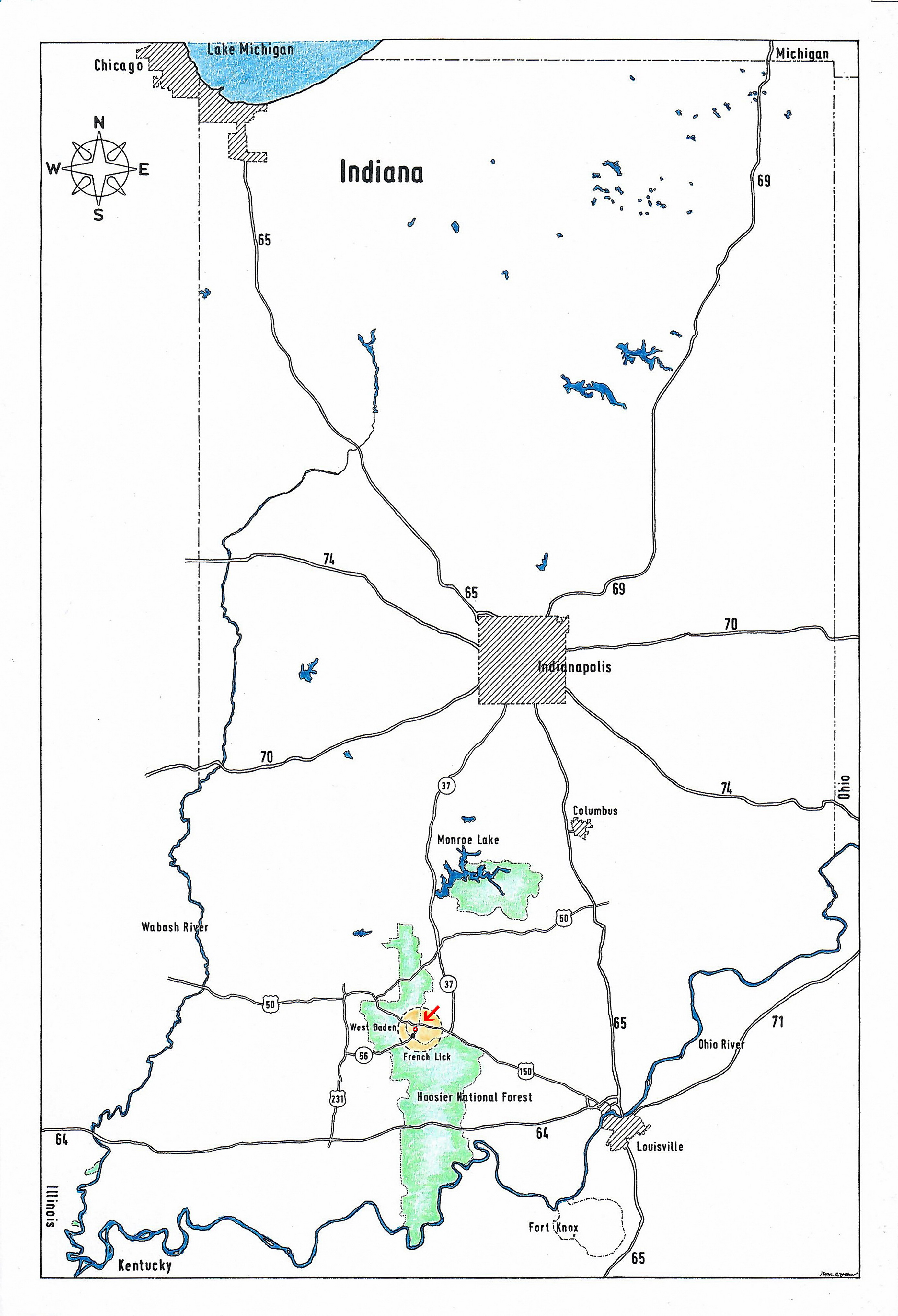
Lage des Hotels im Bundesstaat Indiana

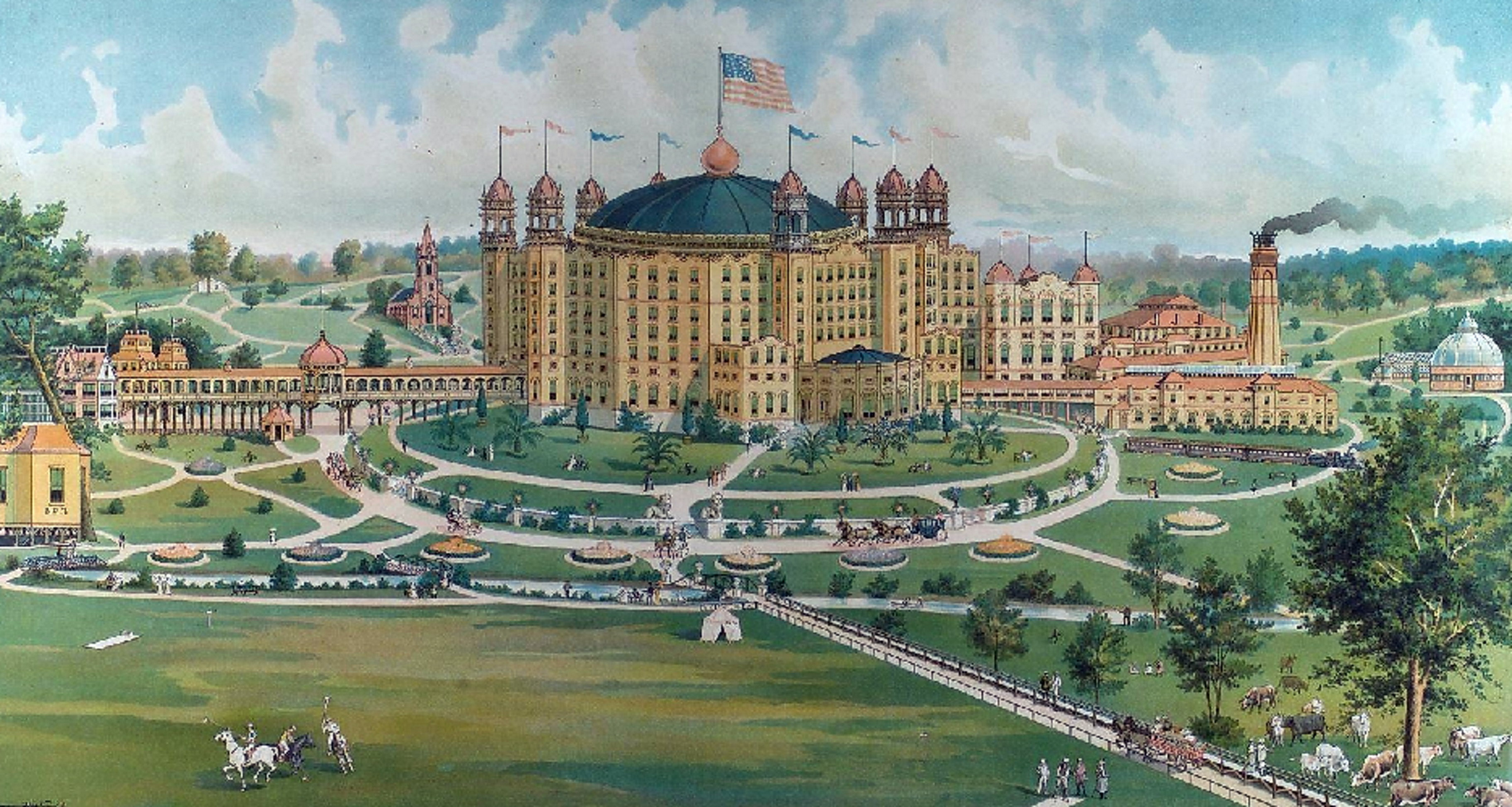
Zeitgenössische Darstellung des Hotels von 1902

Tempel der Hygieia (HABS, vor 1968)

Das West Baden Springs Hotel wurde in den Jahren 1901–02 für den Besitzer Lee W. Sinclair erbaut und liegt in einer Gegend, die lange Zeit für ihre Mineralquellen bekannt war. Aus diesem Grund bezeichnete sich West Baden auch als das Wiesbaden (daher der Ortsname) oder Karlsbad Amerikas. Das Hotel ersetzte ein aus dem Jahr 1855 stammendes Vorgängergebäude desselben Eigentümers, das 1901 einem Brand zum Opfer gefallen war. Der Impuls für den Bau größerer Resorts im Ort entstand durch den Anschluss von West Baden Springs an die Monon Railroad. Als Architekten engagierte Sinclair Harrison Albright und als Ingenieur für den Bau der Kuppel Oliver J. Westcott. Aus Sorge vor einem weiteren Brand gab Sinclair vor, als Baumaterial so wenig Holz wie möglich zu verwenden. Zu der Anlage gehörten neben dem Hotel mehrere weitere Gebäude wie unter anderem ein Opernhaus, ein Krankenhaus, eine katholische Kirche, ein zweistöckiges Gebäude für Fahrrad- und Pferderennen und einige Brunnenhäuser, die sich architektonisch an den Trinkhallen in Baden-Baden und Wiesbaden orientierten. Entsprechend hieß das dort abgefüllte Mineralwasser in Anlehnung an das Deutsche Sprudel Water. Bis auf zwei Tempelbauten im Stil des Greek Revivals, ein Tempel des Apollon und einer der Hygieia, die im Garten des Hotels stehen, wurden diese zusätzlichen Gebäude der Hotelanlage im Verlauf der Zeit abgerissen.
Das West Baden Springs Hotel erfreute sich großer Beliebtheit und spielt eine bedeutsame Rolle in der Sozialgeschichte Amerikas. Aufgrund seiner Nähe zu etlichen Spielcasinos galt es als das Monte Carlo des Mittleren Westens. Insbesondere während der 1920er Jahre kamen viele Gäste nicht nur wegen der Heilwasserquellen nach West Baden, sondern vor allem auch, um Glücksspielen nachgehen zu können. In den ersten drei Jahrzehnten des 20. Jahrhunderts gehörten viele Prominente zu den Gästen wie zum Beispiel General John J. Pershing, der Bürgermeister von Chicago, William Hale Thompson, der Gouverneur von New York, Alfred E. Smith, der Schriftsteller George Ade, der Wirtschaftsmanager und Self-made-Millionär „Diamond Jim“ Brady, sowie die Boxer John L. Sullivan, Tom Sharkey und Joe Louis. Ein berühmt-berüchtigter Stammgast des West Baden Springs Hotels war Al Capone.
Das große Oval im Zentrum der knapp 530 m langen Pferde- und Radrennbahn nutzten im Frühling Mannschaften der Major League Baseball, wie zum Beispiel die St. Louis Cardinals, die Philadelphia Phillies und die Pittsburgh Pirates, als Trainingsgelände.
Nach dem Tode Sinclairs im Jahr 1916 übernahmen die Tochter und der Schwiegersohn das West Baden Springs Hotel. Während des Ersten Weltkriegs diente es 1918–19 für kurze Zeit als Lazarett. 1922 verkauften sie das Hotel an den aus der Gegend stammenden Edward Ballard, der Eigentümer mehrerer Spielcasinos in Miami Beach, Saratoga Springs, Hot Springs und Mackinac Island sowie des Circus Hagenbeck-Wallace war. Unter Ballard wurde das Atrium gelegentlich für größere Showveranstaltungen genutzt. Während der Great Depression verlor das Hotel zwar durch die höhere Mobilität wie viele andere Resorts im Nordosten der Vereinigten Staaten Gäste an Florida und weiter entfernte Reiseziele, profitierte aber davon, dass Ballard den Circus Hagenbeck-Wallace einige Tage vor dem Schwarzen Donnerstag verkauft hatte. Er verfügte daher über Kapital und hielt den Hotelbetrieb bis 1932 aufrecht. Da er nur Käufer fand, die das Hotel entgegen seinem Willen zu einem Spielcasino umwandeln wollten, vermachte er im Jahr 1934 das West Baden Springs Hotel den Jesuiten, die es als Priesterseminar nutzten und umfangreiche bauliche Änderungen durchführten. 1964 zog das Priesterseminar nach Chicago um. 
Zwei Jahre später gelangte das Northwood Institute in den Besitz des West Baden Springs Hotels, das fortan als ein Campus dieser privaten Hochschule diente. Zum Jahresende 1983 kaufte Eugene MacDonald, ein aus der Gegend stammender erfahrener Hotelbesitzer, das Gebäude. Nach dem Bankrott der Bauträgergesellschaft kam es zu jahrelangen Rechtsstreitigkeiten um das West Baden Springs Hotel, das darüber an der Bausubstanz litt und im Jahr 1989 für die Öffentlichkeit aus Sicherheitsgründen geschlossen wurde. Als es im Januar 1991 zu einem Einsturz eines Teils der Außenfassade kam, ergriff Indiana Landmarks, die größte Denkmalpflegeorganisation in Indiana, die Initiative und führte mit Unterstützung von Spendern stabilisierende Baumaßnahmen durch. 1994 kaufte schließlich eine Investmentgesellschaft das West Baden Springs Hotel, wonach es in den Besitz der Grand Casinos, Inc., gelangte. Die Cook Group, ein Medizintechnikunternehmen aus Bloomington, Indiana, finanzierte schließlich die Sanierung des West Baden Springs und des benachbarten French Lick Springs Hotels, die zum French Lick Resort vereinigt wurden. 2007 feierte das West Baden Springs Hotel seine Wiedereröffnung.
Am 27. Juni 1974 wurde das West Baden Springs Hotel in das National Register of Historic Places eingetragen. Am 27. Februar 1987 erhielt es den Status einer National Historic Landmark.

## Baubeschreibung

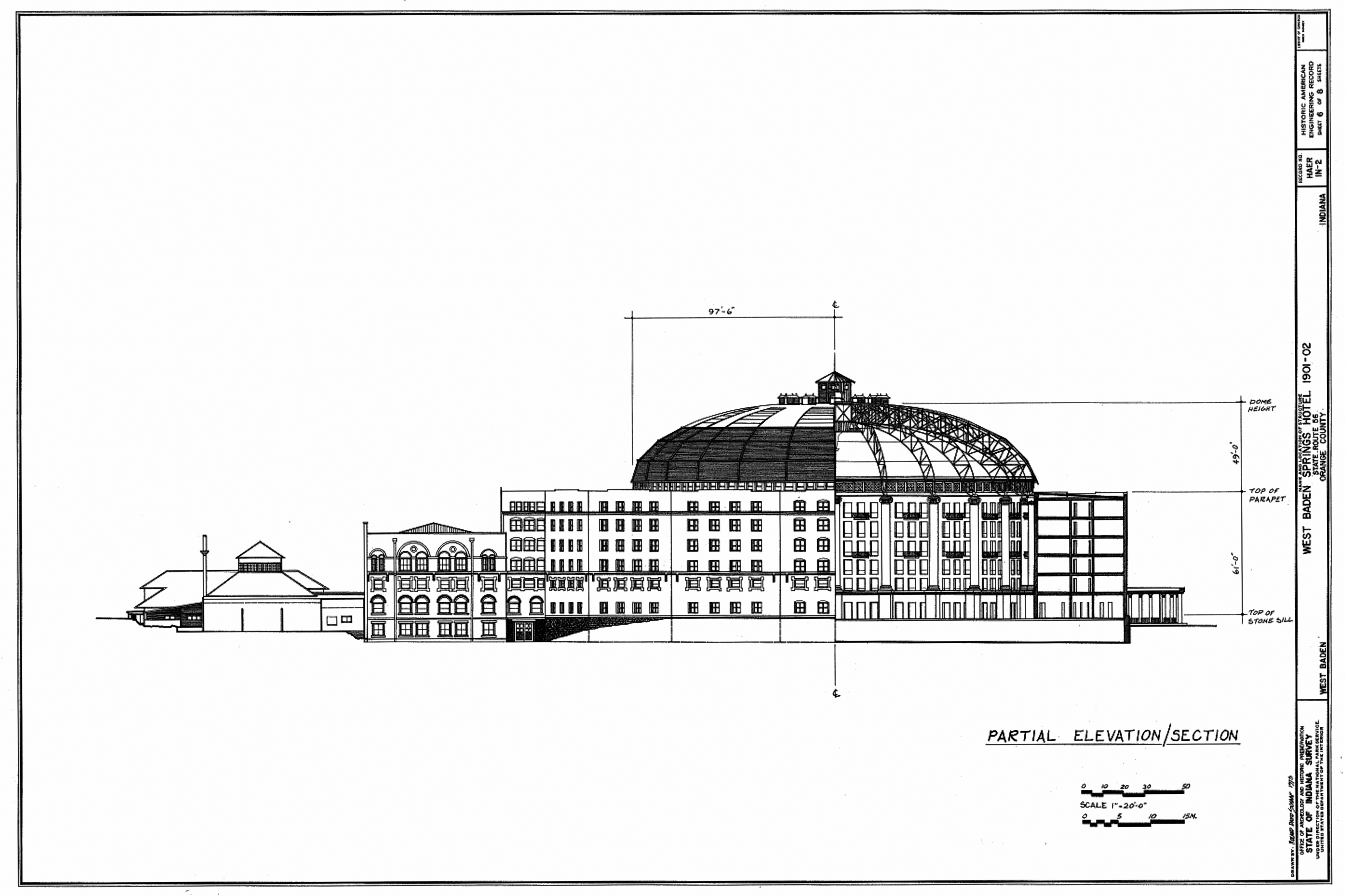
Schnittansicht des Hotels, Historic American Engineering Record, 1972

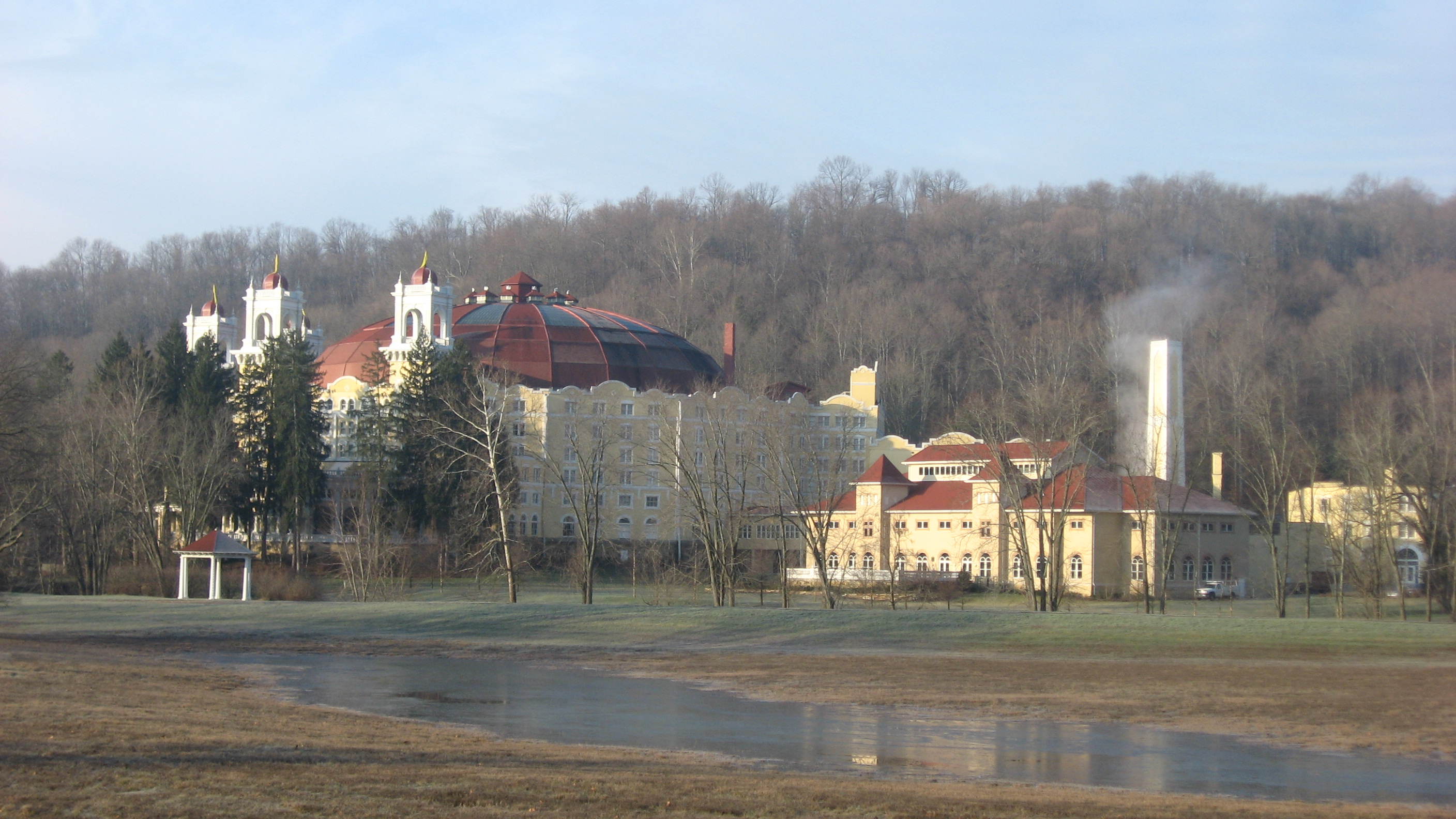
Außenansicht West Baden Springs Hotel (2011)

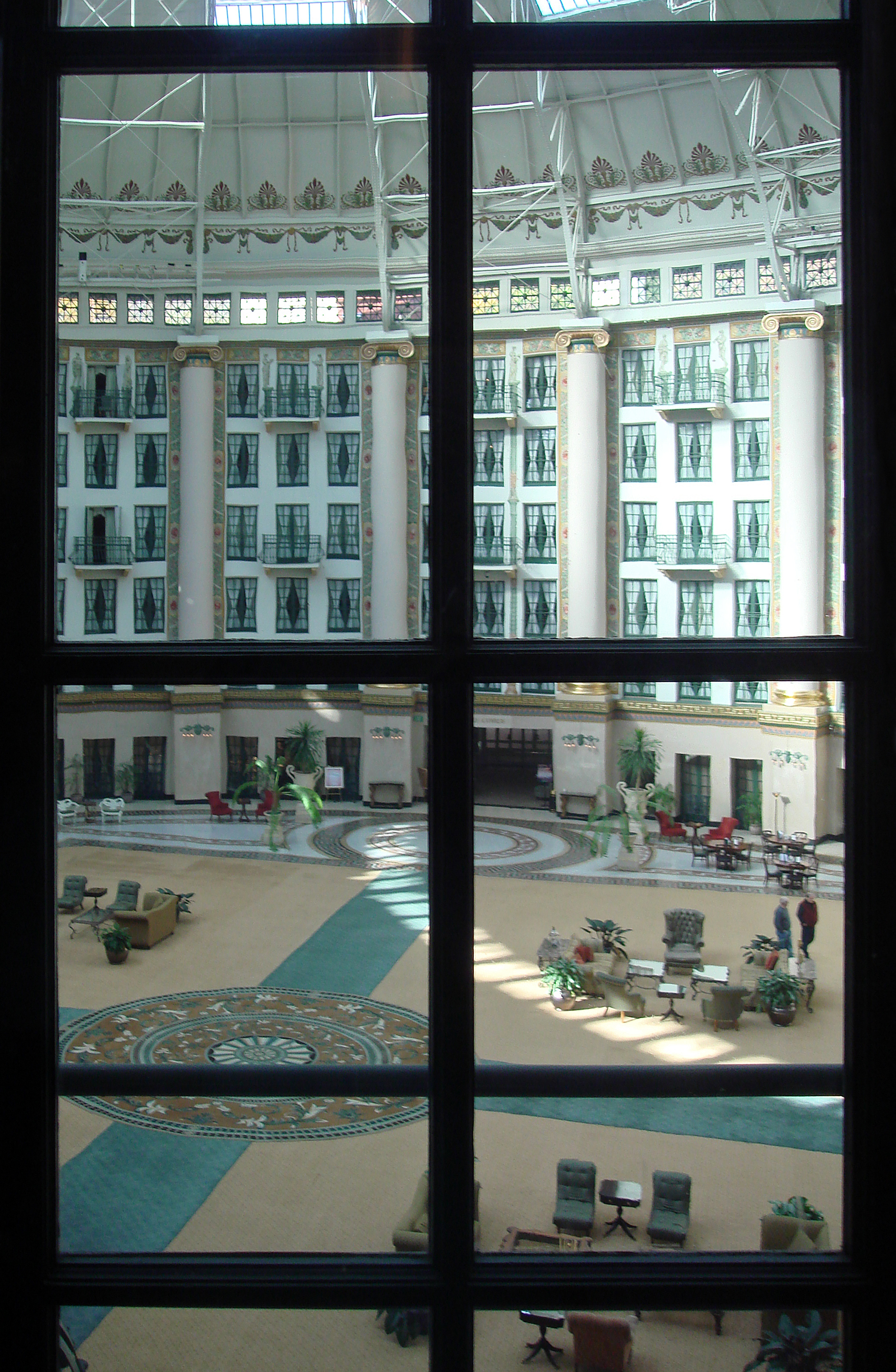
Blick in das Atrium von einem Hotelzimmer aus (2009)

Das aus Backstein und Beton gebaute Hotelgebäude ist sechs Stockwerke hoch und hat 708 Zimmer. Nach außen hat es 16 Seiten und innen ein großes, kreisförmiges Atrium, das die gesamte Höhe des Gebäudes einnimmt. Über den Innenhof spannt sich eine aus Glas und Stahl bestehende, ellipsenförmig strukturierte Kuppel, die einen Durchmesser von knapp 60 m und eine Höhe von knapp 40 m hat. Die Konstruktion wird durch 24 in einer Walze über dem Zentrum verankerte bogenförmige Stahlträger stabilisiert. Um den Innenhof gruppieren sich zwei konzentrische auf jeder Ebene über einen Korridor miteinander verbundene Gebäuderinge, in denen die Hotelzimmer liegen. Zur Zeit ihrer Entstehung war die Kuppel die größte in Stahl-und-Glas-Bauweise auf der Welt und bis 1963 die größte überhaupt auf dem amerikanischen Kontinent. Sie steht in baulicher Tradition der Stahl-und-Glas-Kuppeln von Crystal Palace und der Gartenbauhalle auf der Centennial Exhibition von 1876.
Die Innendekoration und Außengestaltung des West Baden Springs Hotels wurde mehrfach geändert. In den Jahren 1917 bis 1919 wurde das bis dahin nüchterne Atrium ausgeschmückt: die Säulen wurden bemalt und mit Gemälden verziert, die Mauern auf niedriger Höhe mit Marmor verblendet und ein Marmormosaik-Boden verlegt. Als die Jesuiten in den 1930er Jahren das Hotel übernahmen, empfanden sie viele der üppig verzierten Architekturelemente und Bauten als zu aufdringlich und entfernten unter anderem die im byzantinischen Stil geformten Türme auf dem Hauptgebäude und sämtliche Brunnenhäuser. Außerdem führten sie Änderungen in der Raumaufteilung durch, so wurde die Lobby vom Innenhof abgetrennt und in eine Kapelle umgewandelt. Ein an das Hotel im Norden anschließendes Gebäude, das die Speisehalle und einen Festsaal enthielt, wurde mit kleineren Unterrichtsräumen ausgestattet.